# Conistra alicia
Conistra alicia là một loài bướm đêm trong họ Noctuidae.